# Prosenc
Prosenc je priimek več znanih Slovencev:
- Aiken Veronika Prosenc (*1970), filmska producentka in režiserka
- Irena Prosenc Šegula (*1968), prof. za italijansko književnost FF UL
- Katarina Prosenc Trilar (*1969), biologinja
- Marjana Grasselli-Prosenc (1875—1960), pisateljica
- Meta Gabršek Prosenc (*1943), umetnostna zgodovinarka, kritičarka, galeristka
- Miklavž Prosenc (1929—1978)?, umetnostni teoretik, estetik, esejist (emigriral v Nemčijo)
- Miloš Prosenc (*1938), politik (sekretar CK ZKS)
- Nada Kržišnik Prosenc (1919—?), zdravnica dermatovenerologinja
- Nataša Prosenc Stearns (*1966), video umetnica in režiserka
- Sonja Prosenc (*1977), filmska režiserka, scenaristka
- Tadej Prosenc, glasbenik kitarist, pevec (Folk Idoli)
- Tjaša Andrée-Prosenc (*1943), pravnica in umetnostna drsalka
- Tone Prosenc (1932—2024), hokejist in odvetnik
- Viktor Prosenc (1920—2012), metalurg, univerzitetni profesor